# جورج فورث
جورج فورث (بالإنجليزية: George Furth)‏ (و. 1932 – 2008 م) هو واضع كلمات الأوبرا، وممثل تلفزي، وكاتب، وممثل مسرحي، وممثل أفلام، ومؤدي أصوات، ومؤلف أمريكي، ولد في شيكاغو، توفي في سانتا مونيكا، كاليفورنيا، عن عمر يناهز 76 عاماً، بسبب مرض.

## التعليم
تعلم في جامعة كولومبيا، وجامعة نورث وسترن، وكلية الاتصالات الجامعية الشمالية الغربية ‏.

## وصلات خارجية
- جورج فورث على موقع IMDb (الإنجليزية)
- جورج فورث على موقع روتن توميتوز (الإنجليزية)
- جورج فورث على موقع ألو سيني (الفرنسية)
- جورج فورث على موقع ميوزك برينز (الإنجليزية)
- جورج فورث على موقع أول موفي (الإنجليزية)
- جورج فورث على موقع قاعدة بيانات برودواي على الإنترنت (الإنجليزية)
- جورج فورث على موقع قاعدة بيانات الأفلام السويدية (السويدية)
- جورج فورث على موقع إن إن دي بي (الإنجليزية)
- جورج فورث على موقع ديسكوغز (الإنجليزية)
- جورج فورث على موقع قاعدة بيانات الفيلم (الإنجليزية)